# Produkcja niezakończona
Produkcja niezakończona – pojęcie z dziedziny rachunkowości finansowej, obejmujące tę część produkcji podmiotu gospodarczego, która w danym okresie rozliczeniowym (miesiącu), nie została zakończona i sprzedana w postaci wyrobów gotowych, przy jednoczesnym poniesieniu nakładów finansowych – np. na zakup materiałów, wynagrodzenia pracowników itp. Występowanie takiego zjawiska charakteryzuje m.in. przedsiębiorstwa, w których:
- tworzenie wyrobu gotowego wymaga procesów technologicznych trwających dłużej niż miesięczny okres rozliczeniowy (np. budowa drogi)

lub
- produkcja ma charakter ciągły, a nakłady poniesione na niezakończoną produkcję są istotne z punktu widzenia rzetelnej prezentacji wyniku finansowego przedsiębiorstwa.

W efekcie procesu wytwórczego na koniec miesiąca powstają:
1. wyroby gotowe (ta część z nich, którą przekazano odbiorcy i wystawiono fakturę, nosi nazwę produkcji sprzedanej)
2. półfabrykaty lub produkcja w toku

Prawidłowe rozliczenie produkcji niezakończonej jest warunkiem koniecznym do ustalenia zmiany stanu produktów, która w danym okresie rozliczeniowym wpływa na wynik na sprzedaży przedsiębiorstwa. W tym celu powinno się rozdzielić koszty produkcji na koszt wytworzenia wyrobów gotowych i koszt produkcji niezakończonej.
Termin produkcja niezakończona może dotyczyć zarówno produktów materialnych (np. wytwarzanie samochodów), jak i niematerialnych (np. usługi remontowe statków).